# Donato Bruno
Donato Bruno (Noci, 26 novembre 1948 – Roma, 17 agosto 2015) è stato un avvocato e politico italiano.

## Biografia
Laureato in giurisprudenza, avvocato patrocinante in Cassazione, si avvicina a Silvio Berlusconi dal 1978, quando cura gli interessi di un amico d'affari del Cavaliere per un'operazione immobiliare a Roma.
Alle elezioni politiche del 1996 viene candidato alla Camera dei deputati tra le liste di Forza Italia, con la promessa di una nomina a Sottosegretario di Stato in caso di vittoria, ma con il successo della coalizione di centro-sinistra de L'Ulivo diventa deputato d'opposizione. Successivamente ha ricoperto il ruolo di membro del consiglio direttivo di Forza Italia alla Camera.
Alle politiche 2001 presiede la commissione d'indagine sugli eventi del G8 di Genova. Nello stesso anno viene eletto Presidente della commissione Affari Costituzionali e riottiene l'incarico nel 2008.
Nel 2006 diventa presidente per la Giunta delle elezioni e della Giunta del Regolamento della Camera. È ritenuto vicino a Cesare Previti e legato a Gianni Letta.
È stato in lizza dopo la bocciatura di Gaetano Pecorella per la nomina a giudice della Corte Costituzionale in quota PdL, sin dal 2008. Non fu proposto cercando una ampia convergenza col centro-sinistra sul nome di Giuseppe Frigo.
Nel luglio 2011, in seguito all'annuncio delle dimissioni da parte del guardasigilli Angelino Alfano, nominato segretario del Popolo delle Libertà, è stato tra i papabili alla successione alla carica di Ministro della giustizia. Tuttavia, la scelta è alla fine ricaduta su Nitto Palma.
Nel 2013 è eletto Senatore per il PdL. Dopo la scissione di NCD diventa vicecapogruppo al Senato per FI. Il 16 novembre 2013, con la sospensione delle attività del Popolo della Libertà, aderisce a Forza Italia.
Nel 2014 il suo nome risulta tra i candidati a giudice della Corte costituzionale in quota centrodestra, in sostituzione di Luigi Mazzella. Tuttavia, dopo alcune votazioni in cui il suo nome sembra ottenere un vasto consenso, l'Ufficio di Presidenza del partito gli preferisce l'ex Segretario alla Presidenza del Consiglio del Governo Monti ed ex Viceministro allo Sviluppo Economico del Governo Letta, l'ex Presidente Antitrust Antonio Catricalà (appoggiato direttamente da Berlusconi, da Gianni Letta e da Denis Verdini), provocando un forte malcontento nella base parlamentare del partito. Infatti nella nona votazione Catricalà ottiene solo 368 voti contro i 120 di Bruno segnando una spaccatura in FI. Dopo il voto Catricalà ritira la candidatura e così Bruno diventa il candidato del centrodestra a giudice costituzionale in ticket con l'ex magistrato ed ex Presidente della Camera Luciano Violante per il centrosinistra, come gia avvenuto con Catricalà.
Tuttavia, nonostante Bruno riesca a raccogliere un consenso più forte, lui e Violante - a causa di veti reciproci dei partiti che li sostengono (critiche dal PD per la sua amicizia con Previti interdetto in perpetuo) e della forte contrarietà delle opposizioni ad appoggiarli - rimangono lontano dal quorum finché Il Fatto Quotidiano non dà notizia di un avviso di garanzia nei suoi confronti emesso dalla Procura di Isernia per una consulenza di 2.5 milioni di una società, poi fallita, di cui Bruno era l'avvocato curatore: fattori che determinano una insofferenza ancora più marcata nei suoi confronti soprattutto da parte del PD. Dopo l'ennesima fumata nera, Bruno rimette la sua candidatura nelle mani di Berlusconi che decide di sostituirlo con l'avvocato generale dello Stato Francesco Ignazio Caramazza che aveva assistito il presidente Napolitano nel conflitto di attribuzione contro la Procura di Palermo per le intercettazioni con Mancino.
È morto il 17 agosto 2015, colpito da ischemia cerebrale. Al Senato della Repubblica gli subentra Michele Boccardi.